# Capgemini
Capgemini SE er et fransk multinationalt selskab der tilbyder konsulentvirksomhed, teknologi og professionelle og outsourcingservices. Hovedkvarteret ligger i Paris. Capgemini har over 325.000 ansatte i over 50 lande.

## Historie
Capgemini blev etableret af Serge Kampf i 1967 som en enterprise management og data processing virksomhed. Virksomheden blev etableret som Société pour la Gestion de l'Entreprise et le Traitement de l'Information (Sogeti)
I 1974 erhvervede Sogeti Gemini Computer Systems, en amerikansk virksomhed baseret i New York. I 1975 efter at have foretaget to signifikante opkøb af CAP (Centre d'Analyse et de Programmation) og Gemini Computer Systems, og den efterfølgende afslutning på en konflikt med CAP UK med tilsvarende navn over det internationale brug af navnet 'CAP', omdøbte Sogeti sig til CAP Gemini Sogeti.
Cap Gemini Sogeti begyndte at operere i USA i 1981, efter opkøbet af Milwaukee baserede DASD Corporation, som specialiserede sig i data konversion og beskæftigede 500 personer i 20 brancher i USA. Efter dette opkøb blev den amerikanske forretning kendt som CAP Gemini DASD.
I 1990 opkøbte Cap Gemini Sogeti UK baserede Hoskyns Group, den europæiske markedsleder af IT outsourcing og managed services.
I 1996 blev navnet simplificeret til Cap Gemini, og firmaet lancerede et nyt gruppe logo. Alle opererende virksomheder blev re-brandet til at operere som Cap Gemini.
Ernst & Young Consulting blev opkøbt af Cap Gemini i 2000. Samtidig blev Gemini Consulting integreret til at forme Cap Gemini Ernst & Young. I 2017 blev Cap Gemini S.A. til Capgemini SE og dets Euronext ticker navn blev ligeledes ændret fra CAP GEMINI til CAPGEMINI.
I 2018 opkøbte de det Philidelphia baserede digital customer engagement virksomhed LiquidHub for US$500 millioner for at assistere Capgemini's digitale og cloud vækst i Nordamerika. Tidligere Capgemini opkøb inkluderer Kanbay for $1.2 milliarder og iGate for $4 milliarder.
I 2019 opkøbte Capgemini Altran, det største opkøb i virksomhedens historie, og bragte det samlede medarbejderantal til over 250.000. Som en del af opkøbet erhvervede Capgemini frog design og Cambridge Consultants, som blev integreret i Capgemini Invent; adskillige andre nylige opkøb i design og digital, inklusiv ansatte fra Fahrenheit 212, Idean, og June21, er blevet integreret i denne gruppe og opererer under frog brandet.
I Juni 2021 indgik Capgemini et partnerskab med Sanofi, Orange & Generali om at lancere Future4care, en europæisk start-up accelerator fokuserende på digital sundhedsvæsen. I 2021 opkøbte Capgemini RXP Services og Acclimation for at udvide deres forretning i Australien. Ligeledes i 2021 opkøbte Capgemini det australske firma Empired og dets New Zealandske datterselskab Intergen.
Per 2021 har Capgemini over 300.000 ansatte i ca. 50 lande med over 120.000 i Indien.

## Servicer

### Capgemini Invent
Capgemini Invent blev lanceret i september 2018 som konsulent og design brandet af Capgemini Group. Beliggende på mere end 37 kontorer globalt har Capgemini Invent mere end 10.000 medarbejdere. Disse inkluderer ansatte fra frog design, som blev rekvireret som en del af aftalen hvor Altran blev Capgemini Engineering, og nu opereres som "frog, part of Capgemini Invent." Ansatte fra Fahrenheit 212, Idean og June21, er blevet integreret i frog organisationen og Capgemini Invent.